# Sylvicola dubius
Sylvicola dubius är en tvåvingeart som först beskrevs av Macquart 1850.  Sylvicola dubius ingår i släktet Sylvicola och familjen fönstermyggor.
Artens utbredningsområde är Tasmanien. Inga underarter finns listade i Catalogue of Life.